# بانک مرکزی جمهوری ترکیه
بانک مرکزی جمهوری ترکیه (به انگلیسی: Cetral Bank of the Republic of Turkey - CBRT) (به ترکی استانبولی: Türkiye Cumhuriyet Merkez Bankası - TCMB) بانک مرکزی کشور ترکیه است که در ۱۱ ژوئن ۱۹۳۰ به عنوان شرکت سهامی تأسیس شده‌است.